# La ley de Milo Murphy
La ley de Milo Murphy (cuyo título original es Milo Murphy's Law) es una serie animada de televisión estadounidense creada por Dan Povenmire y Jeff "Swampy" Marsh, que fue estrenada el 3 de octubre de 2016 por Disney XD en los Estados Unidos. La serie se basa en Milo Murphy, uno de los descendientes de Edward A. Murphy Jr., famoso por crear la Ley de Murphy, en la cual se formula que cualquier cosa que puede ir mal, saldrá mal. Los sucesos acontecidos en la serie ocurren en el universo de Phineas y Ferb.
El 28 de febrero de 2017 la serie fue renovada para una segunda temporada. Durante la San Diego Comic-Con de 2017, se anunció el crossover para el año 2018 con la serie Phineas y Ferb, de los mismos creadores.
Cuando se les preguntó sobre una tercera temporada en octubre de 2019, Povenmire dijo que todavía estaban esperando una renovación de la tercera temporada, pero dijo que probablemente sucederá cuando la serie salga en Disney +. Cuando se le preguntó de nuevo sobre las probabilidades actuales de una tercera temporada en mayo de 2020, Povenmire declaró que todavía están en un nivel bajo, y todas las probabilidades dependen del aumento en las vistas en Disney + que aún no se ha producido.

## Personajes

### Personajes principales
- "Weird Al" Yankovic como Milo Murphy: Es el descendiente de Edward A. Murphy Jr. y tiene una mala suerte extrema. Sin embargo, es optimista y está preparado para lo peor.
- Sabrina Carpenter como Melissa Chase: Es una antigua amiga de Milo, a ella le gusta estar con Milo a pesar de la mala suerte del mismo.
- Mekai Curtis como Zack Underwood: Es el chico nuevo de la escuela. Es demasiado inseguro y miedosos del peligro. Pero al estar con su amigo Milo, obtiene algo de confianza en sí mismo.

### Personajes secundarios

#### Casa de los Murphy
- Kate Micucci como Sara Murphy, la hermana mayor de Milo y una fanática de Dr. Zone.  Ella quiere a su hermano a pesar de su mala suerte recurrente.
- Pamela Adlon como Brigette Murphy, la madre de Milo, y una arquitecta. A pesar de la mala suerte, apoya a su familia ante situaciones extremas.
- Diedrich Bader como Martin Murphy, el padre de Milo. Al igual que su hijo, tiene una desgracia extrema. Trabaja como inspector de seguridad de la ciudad del pantano, sobre todo debido al hecho de que cuando él está alrededor, las contingencias de la seguridad se empujan al límite.
- Dee Bradley Baker como Diogee, el perro de Milo. Él sigue regularmente a Milo, que le sigue diciendo que vaya a su casa, ya que casi siempre no se le permite estar dondequiera que Milo esté en este momento.
- Dan Povenmire como Dr. Heinz Doofenshmirtz, un ex-científico malvado, originario de la serie Phineas y Ferb, que vive en un cobertizo en el jardín de los Murphy durante la segunda temporada.

#### Personal de Jefferson County Middle School
- Mackenzie Phillips como Elizabeth Milder, la directora de Jefferson County Middle School.
- Michael Culross como Kyle Drako, un maestro de secundaria de piel pálida que actúa como un vampiro.
- Kevin Michael Richardson como Nolan Mitchell, el entrenador de fútbol de Jefferson County Middle School.
- Sarah Chalke como la Sra. Murawski, la maestra de ciencias de la Escuela Intermedia del Condado de Jefferson. Tiene un raro cariño hacia su escritorio.
- Christian Slater como Elliot Decker, el guardia de cruce de la escuela y antagonista recurrente. Él hace su misión de proteger la ciudad de Milo, y constantemente entorpece a Milo y sus amigos. Incluso llega a tener un letrero "STOP" con "MILO" en el otro lado.

#### Alumnos de Jefferson County Middle School
- Vincent Martella como Bradley Nicholson, un estudiante pesimista pero arrogante que es celoso de la atención que Milo siempre recibe.
- Chrissie Fit como Amanda López, una estudiante en la clase de Milo que es perfeccionista y le incomoda los defectos. Ella y Milo sienten atracción el uno por el otro.
- Greg Cipes como Mort Schaeffer, un estudiante fornido en la clase de Milo, y mejor amigo de Chad. Toca la batería en un grupo que forma con Milo, Zack y Melissa.
- Django Marsh como Chad, un compañero de clase de Milo que está convencido de que Drako es un vampiro. Es el mejor amigo de Mort.

#### Otros
- Dan Povenmire y Jeff "Swampy" Marsh como Vinnie Dakota y Balthazar Cavendish, respectivamente, son viajeros del tiempo del futuro que trabajan por su superior, Sr. Block (Scott Peterson); dada la tarea de prevenir la extinción del pistacho. Sin embargo, la ley de Murphy afecta su misión. Dakota es un joven vestido con una sudadera de la época de 1970 y Balthazar es un hombre viejo disfrazado en una vestimenta elegante de la época de 1870.
- Vanessa Williams como Eileen Underwood, la madre de Zack y es cirujano.
- Phil LaMarr como Marcus Underwood, el padre de Zack. No creía en la Ley de Murphy hasta que él y Zack se unieron a Milo ya su padre en un viaje de pesca.
- Jemaine Clement como Orton Mahlson, un actor que interpreta el papel de Doctor Zone el personaje principal de la serie homónima dentro de un espectáculo. Se basa en el personaje titular de Doctor Who, ya que viaja a través del tiempo.
- Sophie Winkleman como Time Ape, El compañero del Dr. Zone.
- Scott Peterson como Scott, un hombre que vive en los túneles subterráneos bajo la ciudad.

## Episodios
| Temporada | Temporada | Episodios | Estados Unidos       | Estados Unidos         | Latinoamérica                                                           | Latinoamérica            | España | España                  |
| Temporada | Temporada | Episodios | Comienzo             | Final                  | Comienzo                                                                | Final                    | Comienzo | Final                   |
| --------- | --------- | --------- | -------------------- | ---------------------- | ----------------------------------------------------------------------- | ------------------------ | --- | ----------------------- |
|           | 1         | 20        | 3 de octubre de 2016 | 2 de diciembre de 2017 | 31 de diciembre de 2016 (Disney XD) 7 de enero de 2017 (Disney Channel) | 5 de mayo de 2019        | 4 de enero de 2017 (preestreno en Disney Channels Pop Pick) 9 de enero de 2017 (estreno oficial en Disney XD) 7 de abril de 2017 (Disney Channel) | 24 de diciembre de 2017 |
|           | 2         | 20        | 5 de enero de 2019   | 18 de mayo de 2019     | 28 de abril de 2019                                                     | 26 de septiembre de 2019 | 3 de septiembre de 2018 (preestreno en Disney Channels Pop Pick) 10 de septiembre de 2018 (estreno oficial en Disney XD)                          | 4 de julio de 2019      |

### Crossover con Phineas y Ferb
El 21 de julio de 2017 se anunció que se planea transmitir en el año 2018 un crossover con Phineas y Ferb, serie de los mismos creadores. El 18 de febrero de 2018, el Twitter de Disney XD anunció que la emisión se llevará a cabo el 16 de abril de 2018, en Estados Unidos. Pero más tarde se confirmó que se retrasa hasta verano del 2018 debido a que la serie original transcurría en esa época del año. Después "Weird" Al confirmó que será en agosto, sin fecha concreta, en Disney Channel. Más tarde, el Twitter japonés del canal lanzó un tráiler muy corto, posteriormente añdiéndole un anuncio de vista previa para Japón.
El episodio 18, "Hongos entre nosotros", es una precuela de éste. Milo, Cavendish, Dakota, Orton Malhson y Diogee se encuentran con el Dr. Heinz Doofenshmirtz (el villano de la serie) al final del episodio, y Milo lo llama "El Profesor Tiempo", creador de los viajes en el tiempo.

## Doblaje
| Personajes                 | Actor de voz original (Estados Unidos) | Actor de doblaje (Hispanoamérica)                    | Actor de doblaje (España) |
| -------------------------- | -------------------------------------- | ---------------------------------------------------- | ------------------------- |
| Milo Murphy                | "Weird Al" Yankovic                    | Héctor Ireta de Alba                                 | Carlos Lladó              |
| Melissa Chase              | Sabrina Carpenter                      | Erika Ugalde                                         | Roser Vilches             |
| Zack Underwood             | Mekai Curtis                           | Ricardo Mendoza Jr.                                  | David Jenner              |
| Bradley Nicholson          | Vincent Martella                       | Carlos Siller                                        | Masumi Matsuda            |
| Amanda López               | Chrissie Fit                           | Nycolle González                                     | Roser Aldabó              |
| Mort Schaeffer             | Greg Cipes                             | Víctor Ruíz                                          | Raúl Rodríguez            |
| Srta. White                | Laraine Newaman                        | Cristina Camargo                                     | Roser Aldabó              |
| Capataz                    | John Hodgman                           |                                                      | Eduard Doncos             |
| Scott                      | Scott Patterson                        | Jorge Bardillo(1ª voz) Ismael Castro (voz actual)    | Xavier Fernández          |
| Chad                       | Django Marsh                           | Roberto Villavicencio                                | Ferrán Carnicero          |
| Directora Elizabeth Milder | Mackenzie Phillips                     | Talía Marcela                                        | Ana Vidal                 |
| Srta. Murawski             | Sarah Chalke                           | Rebeca Manríquez                                     | Teresa Manresa            |
| Brigitte Murphy            | Pamela Adlon                           | Erika Ugalde (debut) Rebeca Gómez (resto)            | Ana Vidal                 |
| Sara Murphy                | Kate Micucci                           | Monserrat Mendoza (debut) Melissa Gedeón (resto)     | Iris Lago                 |
| Martin Murphy              | Diedrich Bader                         | Alfredo Gabriel Basurto (debut) Sergio Morel (resto) | Pau López                 |
| Elliot Decker              | Christian Slater                       | Alberto Bernal                                       | Francesc Belda            |
| Dr. Zone                   | Jemaine Clement                        | Raúl de la Fuente                                    | Francesc Belda            |
| Vinnie Dakota              | Dan Povenmire                          | Luis Fernando Orozco                                 | Francesc Belda            |
| Balthazar Cavendish        | Jeff Swampy Marsh                      | Esteban Desco                                        | Toni Astigarraga          |
| Cronosimio                 | Sophie Winkleman                       |                                                      | Ana Vidal                 |
| Kyle Drako                 | Michael Culross                        | Luis Alfonso Mendoza                                 | Raúl Rodríguez            |
| Sr. Chase                  | Adrian Pasdar                          |                                                      | Raúl Rodríguez            |
| Wally                      | Mitchel Musso                          | Diego Ángeles                                        |                           |
| Kris                       | Alyson Stoner                          | Andrea Gómez                                         |                           |